# Lasioglossum conspicuum
Lasioglossum conspicuum är en biart som först beskrevs av Smith 1879.  Lasioglossum conspicuum ingår i släktet smalbin, och familjen vägbin. Inga underarter finns listade i Catalogue of Life.

## Bildgalleri

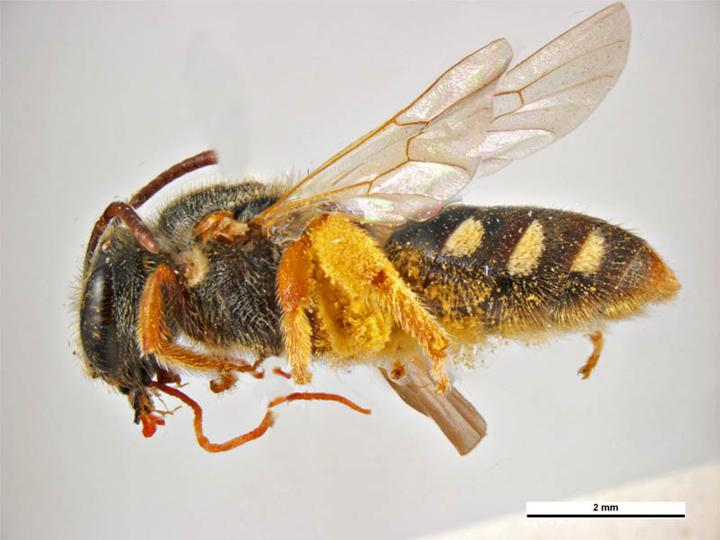
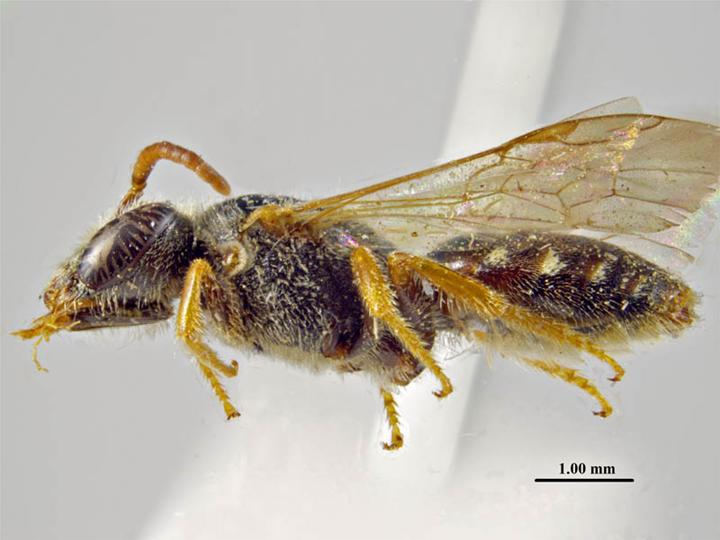